# Школа архитектуры Королевского технологического института
Школа архитектуры Королевского технологического института (швед. Arkitekturskolan) — учреждение, основанное в 1876 году в Стокгольме. Школа является продолжением предыдущего архитектурного образования Академии свободных искусств в Стокгольме. Образование в Королевском технологическом институте вместе с дальнейшим курсом в Архитектурной школе является старейшим архитектурным образованием в Швеции.
Долгое время это учреждение было отдельной профессиональной школой или секцией (с буквой A) в Королевском технологическом институте. В 2020-е годы их деятельность вместе с деятельностью в области строительных технологий и геодезии включена в Школу архитектуры и общественного планирования.

## Расположение

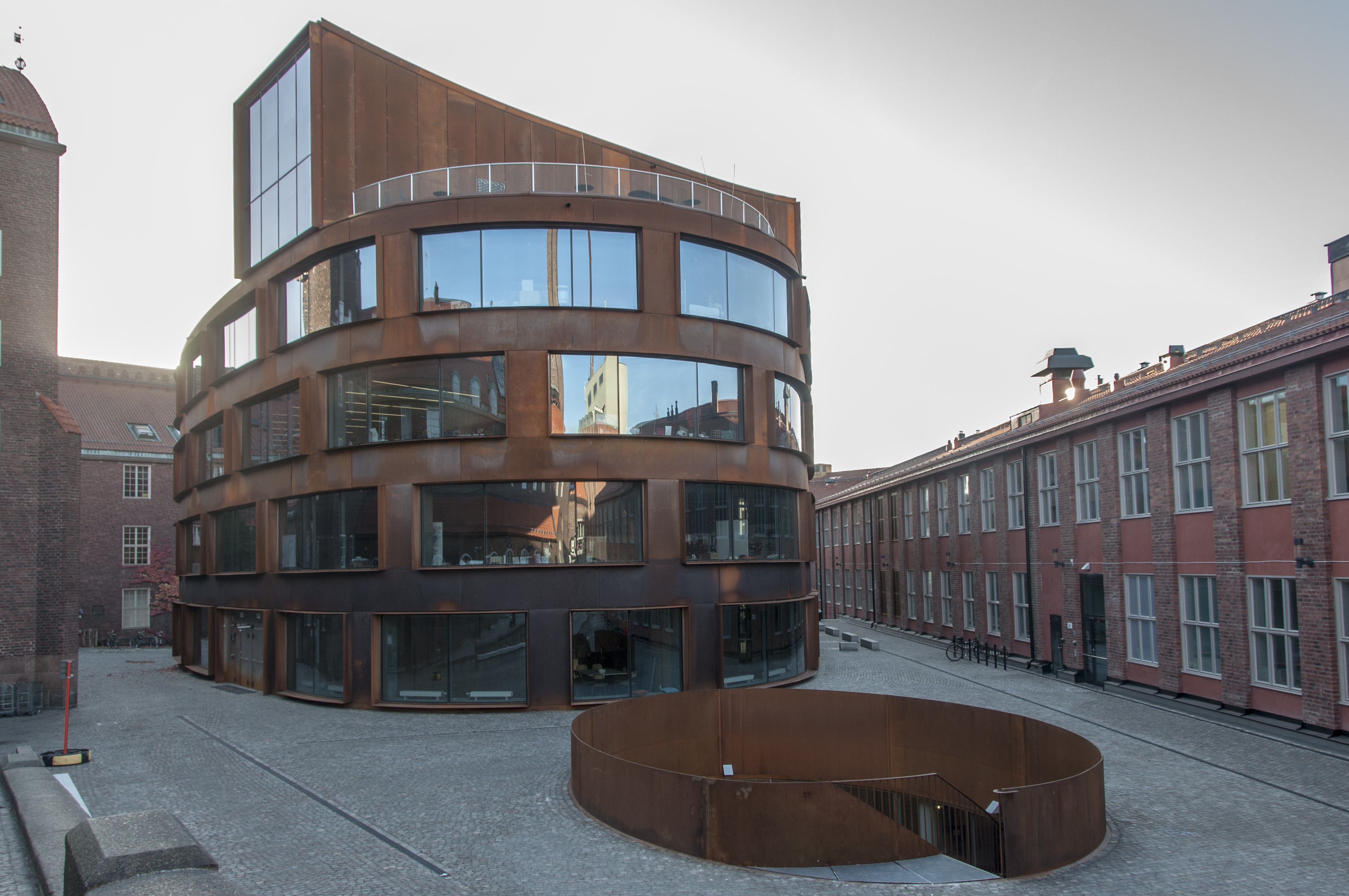
Здание Школы архитектуры на территории кампуса Valhallavägen

С 2015 года школа размещается в здании Школы архитектуры на территории кампуса Valhallavägen, спроектированном Tham & Videgård Arkitekter. Оно заменило бывшее здание Школы архитектуры на Эстермальмсгатане, которое было построено в 1967-1969 годах по чертежам архитектора Гуннара Хенрикссона в стиле брутализм. В период с 1959 по 1970 годы школа располагалась в бывшем здании Королевской семинарии на Риддаргатане.